# Chaetocalyx
Chaetocalyx es un género de plantas con flores  perteneciente a la familia Fabaceae. Es originario de América. Comprende 38 especies descritas y de estas, solo 13 aceptadas. Es originario de los Neotrópicos.

## Descripción
Son plantas trepadoras perennifolias, herbáceas (en Nicaragua) o sufruticosas. Hojas imparipinnadas; folíolos 5–17, opuestos, membranáceos, estipelas ausentes; estípulas presentes. Inflorescencias racemosas, paniculadas, fasciculadas o las flores solitarias, axilares, brácteas presentes, a veces caducas, bractéolas ausentes; cáliz campanulado con 5 lobos o dientes subiguales, a veces giboso en la base; pétalos amarillentos, a veces marcados con rojo o violeta; estambres 10, monadelfos o el filamento vexilar a veces separado tempranamente, anteras uniformes, elipsoidales, dorsifijas. Lomentos lineares, 5–16-articulados, lateralmente comprimidos o subteretes, longitudinalmente estriados o reticulado-estriados; semillas en forma de bastoncillo o reniformes, hilo elíptico,

## Taxonomía
El género fue descrito por Augustin Pyrame de Candolle y publicado en Prodromus Systematis Naturalis Regni Vegetabilis 2: 243. 1825.

## Especies aceptadas
A continuación se brinda un listado de las especies del género Chaetocalyx aceptadas hasta abril de 2013, ordenadas alfabéticamente. Para cada una se indica el nombre binomial seguido del autor, abreviado según las convenciones y usos:
- Chaetocalyx acutifolia (Vogel) Benth.
- Chaetocalyx blanchetiana (Benth.) Rudd
- Chaetocalyx bracteosa Rudd
- Chaetocalyx brasiliensis (Vogel) Benth.
- Chaetocalyx chacoensis Vanni
- Chaetocalyx klugii Rudd
- Chaetocalyx latisiliqua Benth.
- Chaetocalyx longiflorus A.Gray
- Chaetocalyx nigricans Burkart
- Chaetocalyx platycarpa (Harms) Rudd
- Chaetocalyx scandens (L.) Urb.
- Chaetocalyx tomentosa (Gardner) Rudd
- Chaetocalyx weberbaueri Harms